# Drei Romanzen
De Drei Romanzen (Duits voor: Drie romances) voor hobo (ad libitum viool) en piano opus 94 vormen een kamermuziekwerk van de Duitse componist Robert Schumann. Hij schreef het werk in Dresden tussen 7 en 12 december 1849 en droeg het werk op aan zijn vrouw Clara. Schumann was toen 39 jaar oud. 
Ondanks de vlucht van Schumann in 1849 van Dresden naar Düsseldorf was dat jaar zijn meest productieve. Naast leideren schreef hij meerdere werken voor piano in combinatie met een minder gebruikelijk instrument. Hij componeerde een Adagio en Allegro voor hoorn en piano, met als alternatief voor de hoorn de gebruikelijkere viool of cello. Verder schreef hij zijn  Konzertstück voor hoorns en orkest. Met dit werk gaf hij geen gehoor aan zijn uitgever die gevraagd had om een stuk met klarinet. Schumann schreef In een brief aan uitgever Simrock in Bonn dat hij deze stukken anders geschreven zou hebben als ze bedoeld waren voor klarinet. Toch wordt het werk tegenwoordig vaak uitgevoerd met klarinet, en ook met fluit, fagot of cello in plaats van hobo of viool.
De eerste uitvoering vond plaats in Leipzig bij de Schumanns thuis op 27 december 1849. De eerste openbare uitvoering greep plaats in het Gewandhaus in Leipzig op 24 januari 1863. Het werk werd voor het eerst uitgegeven door uitgeverij Simrock in Bonn, in 1851.
Het werk telt drie delen:
- I. Nicht schnell (a mineur)
- II. Einfach, innig (A majeur)
- III. Nicht schnell (a mineur)

Een gemiddelde uitvoering van het werk duurt ongeveer 12 minuten. 